# نسبی بودن اشتباه
نسبی بودن اشتباه (انگلیسی: The Relativity of Wrong) مجموعه‌ای از هفده مقاله در مورد علم از نویسنده و دانشمند آمریکایی آیزاک آسیموف است که در سال ۱۹۸۸ به چاپ رسید. این کتاب این نقطه‌نظر را که «همه نظریه‌ها در طول زمان اشتباه بودنشان اثبات می‌شود» را می‌کاود و در مقابل آن می‌ایستد و استدلال می‌کند که درجاتی از غلط بودن وجود دارد.